# FIPRESCI
FIPRESCI (zkratka z francouzského Fédération Internationale de la Presse Cinématographique – Mezinárodní federace filmových kritiků) sdružuje profesní organizace filmových kritiků a novinářů. Byla založena roku 1930 v Paříži, nyní má své členy ve více než padesáti státech světa.
Na některých filmových festivalech (Cannes, Benátky) FIPRESCI uděluje vlastní cenu filmům, které považuje za přínosné.